# Chéry-lès-Rozoy
Chéry-lès-Rozoy är en kommun i departementet Aisne i regionen Hauts-de-France i norra Frankrike. Kommunen ligger  i kantonen Rozoy-sur-Serre som ligger i arrondissementet Laon. År 2022 hade Chéry-lès-Rozoy 97 invånare.

## Befolkningsutveckling
Antalet invånare i kommunen Chéry-lès-Rozoy
Referens: INSEE